# Peter Smith, Baron Smith of Leigh
Peter Richard Charles Smith, Baron Smith of Leigh (* 24. Juli 1945; † 3. August 2021) war britischer Politiker der Labour Party und Life Peer.

## Biographie
Peter Smith war seit 1978 ein Abgeordneter des Wigan Metropolitan Borough Council und war 1982 bis 1991 Chairman des Finanzkomitees. Seit 1991 war er der Leiter des Gemeinderats. Er wurde im August 1999 als Baron Smith of Leigh, of Wigan in the County of Greater Manchester, zum Life Peer erhoben. Seit 2005 war er Schatzmeister der Rugby League Group und seit 2006 Vice-Chair des PLP Departmental Committee for Office of the Deputy Prime Minister. Er war (Stand: November 2012) Chairman von Local Government Leadership, einer Organisation, die Entwicklung von Führungseigenschaften auf lokaler Regierungsebene unterstützt.
Seit 2012 war Smith der Chairman der Greater Manchester Combined Authority.